# Curaçao et dépendances
1814–1954
Entités précédentes :
- Compagnie néerlandaise des Indes occidentales

Entités suivantes :
- Antilles néerlandaises

Située dans la mer des Caraïbes, la Colonie de Curaçao et dépendances (en néerlandais Kolonie Curaçao en onderhorigheden ; en papiamento Colonia di Kòrsou i las dependenshas) était une colonie néerlandaise de 1815 à 1828 puis de 1845 à 1936, et dénommée alors Indes occidentales néerlandaises.
Entre 1936 et 1948, le territoire porta le nom de Territoire de Curaçao (en néerlandais Gebiedsdeel Curaçao ; en papiamento Teritoria di Kòrsou).
Enfin, en 1948, il devient les Antilles néerlandaises.
Par la proclamation de la Charte pour le Royaume des Pays-Bas, le 15 décembre 1954, les Antilles néerlandaises ont acquis l’égalité de statut avec les Pays-Bas proprement dits et le Suriname au sein du nouveau Royaume des Pays-Bas.